# Ischnurinae
Ischnurinae – podrodzina ważek z rodziny łątkowatych (Coenagrionidae). Kosmopolityczna.

## Morfologia
Samce cechują się różnym kształtem, a często też różną barwą znamion skrzydłowych na przednich i tylnych skrzydłach. Liczne gatunki mają na wierzchu potylicy barwną przepaskę lub parę kropek. Samice charakteryzuje obecność łusek na wulwie oraz dymorfizm lub polimorfizm w ubarwieniu, np. u samic tężnicy wytwornej wyróżniono 5 form.

## Taksonomia
Ischnurinae stanowią największą podrodzinę łątkowatych, obejmując ponad połowę ich gatunków. Takson ten wprowadzony został w 1957 przez Frasera. W 2000 Fet i Bechly proponowali zmianę jego nazwy na Ischnurainae, gdyż nazwa Ischnurinae bywa również wykorzystywana na określenie taksonu skorpionów (typ nomenklatoryczny: Ischnurus). Badania z 2014 wskazują, że Ischnurinae stanowią takson monofiletyczny w obrębie kladu, określanego przez autorów jako Core Coenagrionidae.
Należą tu rodzaje:
- Acanthagrion
- Acanthallagma
- Aciagrion
- Africallagma
- Amphiagrion
- Amphiallagma – jedynym przedstawicielem jest Amphiallagma parvum
- Andinagrion
- Anisagrion
- Apanisagrion
- Argentagrion
- Austroallagma – jedynym przedstawicielem jest Austroallagma sagittiferum
- Austrocnemis
- Azuragrion
- Calvertagrion
- Coenagriocnemis
- Cyanallagma
- Denticulobasis
- Dolonagrion – jedynym przedstawicielem jest Dolonagrion fulvellum
- Enacantha – jedynym przedstawicielem jest Enacantha caribbea
- Enallagma
- Hesperagrion
- Hivaagrion (syn. Bedfordia)[4]
- Homeoura
- Ischnura
- Leptobasis
- Leucobasis – jedynym przedstawicielem jest Leucobasis candicans
- Mesamphiagrion
- Mesoleptobasis
- Oreiallagma
- Oxyagrion
- Oxyallagma
- Pacificagrion
- Pinheyagrion – jedynym przedstawicielem jest Pinheyagrion angolicum
- Proischnura
- Protallagma
- Thaumatagrion – jedynym przedstawicielem jest Thaumatagrion funereum
- Tigriagrion – jedynym przedstawicielem jest Tigriagrion aurantinigrum
- Tuberculobasis
- Xiphiagrion
- Zoniagrion – jedynym przedstawicielem jest Zoniagrion exclamationis

Dwa wyróżniane jeszcze przez Dijkstra et al. 2014 rodzaje zostały zsynonimizowane: Oreagrion z Ischnura, a Millotagrion z Aciagrion.